# Золотой глобус (премия, 1991)
48-я церемония вручения наград премии «Золотой глобус»

19 января 1991 года
Лучший фильм (драма): 

«Танцующий с волками»
Лучший фильм (комедия или мюзикл): 

«Вид на жительство»
Лучший драматический сериал: 

«Твин Пикс»
Лучший сериал (комедия или мюзикл): 

«Весёлая компания»
Лучший мини-сериал или фильм на ТВ: 

«День поминовения»
< 47-я Церемонии вручения 49-я >
48-я церемония вручения наград премии «Золотой глобус» за заслуги в области кинематографа и телевидения за 1990 год состоялась 19 января 1991 года в Beverly Hilton Hotel (Лос-Анджелес, Калифорния, США). Номинанты были объявлены 27 декабря 1990.

## Список лауреатов и номинантов
• Победители выделены отдельным цветом. 

### Игровое кино
Количество наград/номинаций:
- 0/7: «Крёстный отец 3»
- 3/6: «Танцующий с волками»
- 0/5: «Славные парни»
- 1/4: «Изнанка судьбы» / «Красотка» / «Привидение»
- 0/4: «Дик Трейси»
- 2/3: «Вид на жительство»
- 0/3: «Авалон» / «Открытки с края бездны»
- 1/2: «Под покровом небес»
- 0/2: «Один дома»
- 1/1: «Мизери» / «Близкий друг» / «Молодые стрелки 2» / «Сирано де Бержерак»

| Категории                                | Лауреаты и номинанты                                                                           | Лауреаты и номинанты                                                       |
| ---------------------------------------- | ---------------------------------------------------------------------------------------------- | -------------------------------------------------------------------------- |
| Лучший фильм (драма)                     | • Танцующий с волками / Dances with Wolves (Кевин Костнер)                                     | • Танцующий с волками / Dances with Wolves (Кевин Костнер)                 |
| Лучший фильм (драма)                     | • Авалон / Avalon (Марк Джонсон)                                                               |                                                                            |
| Лучший фильм (драма)                     | • Крёстный отец 3 / The Godfather Part III (Фрэнсис Форд Коппола)                              |                                                                            |
| Лучший фильм (драма)                     | • Славные парни / Goodfellas (Ирвин Уинклер)                                                   |                                                                            |
| Лучший фильм (драма)                     | • Изнанка судьбы / Reversal of Fortune (Эдвард Р. Прессман)                                    |                                                                            |
| Лучший фильм (комедия или мюзикл)        | • Вид на жительство / Green Card (Питер Уир)                                                   | • Вид на жительство / Green Card (Питер Уир)                               |
| Лучший фильм (комедия или мюзикл)        | • Дик Трейси / Dick Tracy (Уоррен Битти)                                                       |                                                                            |
| Лучший фильм (комедия или мюзикл)        | • Один дома / Home Alone (Джон Хьюз)                                                           |                                                                            |
| Лучший фильм (комедия или мюзикл)        | • Красотка / Pretty Woman (Арнон Милчэн)                                                       |                                                                            |
| Лучший фильм (комедия или мюзикл)        | • Привидение / Ghost (Лиза Вайнштейн)                                                          |                                                                            |
| Лучший режиссёр                          | Кевин Костнер                                                                                  | • Кевин Костнер за фильм «Танцующий с волками»                             |
| Лучший режиссёр                          | Кевин Костнер                                                                                  | • Бернардо Бертолуччи — «Под покровом небес»                               |
| Лучший режиссёр                          | Кевин Костнер                                                                                  | • Фрэнсис Форд Коппола — «Крёстный отец 3»                                 |
| Лучший режиссёр                          | Кевин Костнер                                                                                  | • Барбет Шрёдер — «Изнанка судьбы»                                         |
| Лучший режиссёр                          | Кевин Костнер                                                                                  | • Мартин Скорсезе — «Славные парни»                                        |
| Лучшая мужская роль (драма)              | Джереми Айронс                                                                                 | • Джереми Айронс — «Изнанка судьбы» (за роль Клауса фон Бюлова)            |
| Лучшая мужская роль (драма)              | Джереми Айронс                                                                                 | • Кевин Костнер — «Танцующий с волками» (за роль лейтенанта Джона Данбара) |
| Лучшая мужская роль (драма)              | Джереми Айронс                                                                                 | • Ричард Харрис — «Поле» (за роль «Быка» МакКейба)                         |
| Лучшая мужская роль (драма)              | Джереми Айронс                                                                                 | • Аль Пачино — «Крёстный отец 3» (за роль Майкла Корлеоне)                 |
| Лучшая мужская роль (драма)              | Джереми Айронс                                                                                 | • Робин Уильямс — «Пробуждение» (за роль доктора Малкольма Сэйера)         |
| Лучшая женская роль (драма)              | Кэти Бэйтс                                                                                     | • Кэти Бэйтс — «Мизери» (за роль Энни Уилкс)                               |
| Лучшая женская роль (драма)              | Кэти Бэйтс                                                                                     | • Анжелика Хьюстон — «Кидалы» (за роль Лилли Диллон)                       |
| Лучшая женская роль (драма)              | Кэти Бэйтс                                                                                     | • Мишель Пфайффер — «Русский дом» (за роль Кати Орловой)                   |
| Лучшая женская роль (драма)              | Кэти Бэйтс                                                                                     | • Сьюзан Сарандон — «Белый дворец» (за роль Норы Бейкер)                   |
| Лучшая женская роль (драма)              | Кэти Бэйтс                                                                                     | • Джоан Вудвард — «Мистер и миссис Бридж» (за роль Индии Бридж)            |
| Лучшая мужская роль (комедия или мюзикл) |                                                                                                | • Жерар Депардьё — «Вид на жительство» (за роль Жоржа Форе)                |
| Лучшая мужская роль (комедия или мюзикл) | • Маколей Калкин — «Один дома» (за роль Кевина Маккаллистера)                                  |                                                                            |
| Лучшая мужская роль (комедия или мюзикл) | • Джонни Депп — «Эдвард Руки-ножницы» (за роль Эдварда Руки-ножницы)                           |                                                                            |
| Лучшая мужская роль (комедия или мюзикл) | • Ричард Гир — «Красотка» (за роль Эдварда Льюиса)                                             |                                                                            |
| Лучшая мужская роль (комедия или мюзикл) | • Патрик Суэйзи — «Привидение» (за роль Сэма Уита)                                             |                                                                            |
| Лучшая женская роль (комедия или мюзикл) | Джулия Робертс                                                                                 | • Джулия Робертс — «Красотка» (за роль Вивьен Уорд)                        |
| Лучшая женская роль (комедия или мюзикл) | Джулия Робертс                                                                                 | • Миа Фэрроу — «Элис» (за роль Элис Тейт)                                  |
| Лучшая женская роль (комедия или мюзикл) | Джулия Робертс                                                                                 | • Энди Макдауэлл — «Вид на жительство» (за роль Бронте Митчелл)            |
| Лучшая женская роль (комедия или мюзикл) | Джулия Робертс                                                                                 | • Деми Мур — «Привидение» (за роль Молли Дженсен)                          |
| Лучшая женская роль (комедия или мюзикл) | Джулия Робертс                                                                                 | • Мерил Стрип — «Открытки с края бездны» (за роль Сьюзан Вэйл)             |
| Лучшая мужская роль второго плана        |                                                                                                | • Брюс Дэвисон — «Близкий друг» (за роль Дэвида)                           |
| Лучшая мужская роль второго плана        | • Арманд Ассанте — «Вопросы и ответы» (за роль Роберто «Бобби Текса» Тексадора)                |                                                                            |
| Лучшая мужская роль второго плана        | • Гектор Элизондо — «Красотка» (за роль Берни Томпсона)                                        |                                                                            |
| Лучшая мужская роль второго плана        | • Энди Гарсиа — «Крёстный отец 3» (за роль Винсента «Винни» Манчини-Корлеоне)                  |                                                                            |
| Лучшая мужская роль второго плана        | • Аль Пачино — «Дик Трейси» (за роль «Большого Парня Каприза»)                                 |                                                                            |
| Лучшая мужская роль второго плана        | • Джо Пеши — «Славные парни» (за роль Томми ДеВито)                                            |                                                                            |
| Лучшая женская роль второго плана        |                                                                                                | • Вупи Голдберг — «Привидение» (за роль Оды Мэй Браун)                     |
| Лучшая женская роль второго плана        | • Лоррейн Бракко — «Славные парни» (за роль Карен Хилл)                                        |                                                                            |
| Лучшая женская роль второго плана        | • Дайан Ладд — «Дикие сердцем» (за роль Мариэтты Форчун)                                       |                                                                            |
| Лучшая женская роль второго плана        | • Ширли Маклейн — «Открытки с края бездны» (за роль Дорис Манн)                                |                                                                            |
| Лучшая женская роль второго плана        | • Мэри Макдоннелл — «Танцующий с волками» (за роль «Стоящей с кулаком»)                        |                                                                            |
| Лучшая женская роль второго плана        | • Вайнона Райдер — «Русалки» (за роль Шарлотты Флэкс)                                          |                                                                            |
| Лучший сценарий                          |                                                                                                | • Майкл Блейк — «Танцующий с волками»                                      |
| Лучший сценарий                          | • Фрэнсис Форд Коппола, Марио Пьюзо — «Крёстный отец 3»                                        |                                                                            |
| Лучший сценарий                          | • Николас Казан — «Изнанка судьбы»                                                             |                                                                            |
| Лучший сценарий                          | • Барри Левинсон — «Авалон»                                                                    |                                                                            |
| Лучший сценарий                          | • Николас Пиледжи и Мартин Скорсезе — «Славные парни»                                          |                                                                            |
| Лучшая музыка к фильму                   | • Ричард Горовиц — «Под покровом небес»                                                        | • Ричард Горовиц — «Под покровом небес»                                    |
| Лучшая музыка к фильму                   | • Джон Барри — «Танцующий с волками»                                                           |                                                                            |
| Лучшая музыка к фильму                   | • Кармайн Коппола — «Крёстный отец 3»                                                          |                                                                            |
| Лучшая музыка к фильму                   | • Дэйв Грузин — «Гавана»                                                                       |                                                                            |
| Лучшая музыка к фильму                   | • Рэнди Ньюман — «Авалон»                                                                      |                                                                            |
| Лучшая песня                             | • Blaze of Glory — «Молодые стрелки 2» — музыка и слова: Джон Бон Джови                        | • Blaze of Glory — «Молодые стрелки 2» — музыка и слова: Джон Бон Джови    |
| Лучшая песня                             | • I’m Checkin’ Out — «Открытки с края бездны» — музыка и слова: Шел Силверстейн                |                                                                            |
| Лучшая песня                             | • Promise Me You’ll Remember — «Крёстный отец 3» — музыка: Кармайн Коппола, слова: Джон Беттис |                                                                            |
| Лучшая песня                             | • Sooner or Later (I Always Get My Man) — «Дик Трейси» — музыка и слова: Стивен Сондхайм       |                                                                            |
| Лучшая песня                             | • What Can You Lose? — «Дик Трейси» — музыка и слова: Стивен Сондхайм                          |                                                                            |
| Лучший фильм на иностранном языке        | • Сирано де Бержерак / Cyrano de Bergerac (Франция)                                            | • Сирано де Бержерак / Cyrano de Bergerac (Франция)                        |
| Лучший фильм на иностранном языке        | • Сны / 夢 (Япония)                                                                            |                                                                            |
| Лучший фильм на иностранном языке        | • Дрянная девчонка / Das schreckliche Mädchen (ФРГ)                                            |                                                                            |
| Лучший фильм на иностранном языке        | • Реквием для Доминика / Requiem für Dominik (Австрия)                                         |                                                                            |
| Лучший фильм на иностранном языке        | • Такси-блюз (СССР)                                                                            |                                                                            |

### Телевизионные награды
| Категории                                                               | Лауреаты и номинанты                                                                     | Лауреаты и номинанты                                                        | Лауреаты и номинанты                                                        |
| ----------------------------------------------------------------------- | ---------------------------------------------------------------------------------------- | --------------------------------------------------------------------------- | --------------------------------------------------------------------------- |
| Лучший драматический телесериал                                         | • Твин Пикс / Twin Peaks                                                                 | • Твин Пикс / Twin Peaks                                                    | • Твин Пикс / Twin Peaks                                                    |
| Лучший драматический телесериал                                         | • Чайна-Бич / China Beach                                                                |                                                                             |                                                                             |
| Лучший драматический телесериал                                         | • Полуночная жара / In the Heat of the Night                                             |                                                                             |                                                                             |
| Лучший драматический телесериал                                         | • Закон Лос-Анджелеса / L.A. Law                                                         |                                                                             |                                                                             |
| Лучший драматический телесериал                                         | • Тридцать-с-чем-то / thirtysomething                                                    |                                                                             |                                                                             |
| Лучший телевизионный сериал (комедия или мюзикл)                        | • Весёлая компания / Cheers                                                              | • Весёлая компания / Cheers                                                 | • Весёлая компания / Cheers                                                 |
| Лучший телевизионный сериал (комедия или мюзикл)                        | • Создавая женщину / Designing Women                                                     |                                                                             |                                                                             |
| Лучший телевизионный сериал (комедия или мюзикл)                        | • Золотые девочки / The Golden Girls                                                     |                                                                             |                                                                             |
| Лучший телевизионный сериал (комедия или мюзикл)                        | • Женаты… с детьми / Married… with Children                                              |                                                                             |                                                                             |
| Лучший телевизионный сериал (комедия или мюзикл)                        | • Мерфи Браун / Murphy Brown                                                             |                                                                             |                                                                             |
| Лучший мини-сериал или телефильм                                        | • День поминовения / Decoration Day                                                      | • День поминовения / Decoration Day                                         | • День поминовения / Decoration Day                                         |
| Лучший мини-сериал или телефильм                                        | • Кэролайн? / Caroline?                                                                  |                                                                             |                                                                             |
| Лучший мини-сериал или телефильм                                        | • Семья шпионов / Family of Spies                                                        |                                                                             |                                                                             |
| Лучший мини-сериал или телефильм                                        | • Кеннеди из Массачусета / The Kennedys of Massachusetts                                 |                                                                             |                                                                             |
| Лучший мини-сериал или телефильм                                        | • Призрак Оперы / The Phantom of the Opera                                               |                                                                             |                                                                             |
| Лучшая мужская роль в драматическом телесериале                         |                                                                                          | • Кайл Маклахлен — «Твин Пикс» (за роль специального агента Дейла Купера)   | • Кайл Маклахлен — «Твин Пикс» (за роль специального агента Дейла Купера)   |
| Лучшая мужская роль в драматическом телесериале                         | • Скотт Бакула — «Квантовый скачок» (за роль доктора Сэма Бекетта)                       |                                                                             |                                                                             |
| Лучшая мужская роль в драматическом телесериале                         | • Питер Фальк — «Коломбо» (за роль лейтенанта Коломбо)                                   |                                                                             |                                                                             |
| Лучшая мужская роль в драматическом телесериале                         | • Джеймс Эрл Джонс — «Пламя Габриэля» (за роль Габриэля Бирда)                           |                                                                             |                                                                             |
| Лучшая мужская роль в драматическом телесериале                         | • Кэрролл О’Коннор — «Полуночная жара» (за роль Уильяма О. «Билла» Гиллеспи)             |                                                                             |                                                                             |
| Лучшая женская роль в драматическом телесериале                         | Шэрон Глесс                                                                              | • Шэрон Глесс — «Испытания Рози О’Нил» (англ.) (за роль Рози О’Нил)         | Патриша Уэттиг                                                              |
| Лучшая женская роль в драматическом телесериале                         | Шэрон Глесс                                                                              | • Патриша Уэттиг — «Тридцать-с-чем-то» (за роль Нэнси Кригер Уэстон)        | Патриша Уэттиг                                                              |
| Лучшая женская роль в драматическом телесериале                         | Шэрон Глесс                                                                              | • Дана Дилейни — «Чайна-Бич» (за роль Колин Мак-Мерфи)                      | Патриша Уэттиг                                                              |
| Лучшая женская роль в драматическом телесериале                         | Шэрон Глесс                                                                              | • Сьюзан Дей — «Закон Лос-Анджелеса» (за роль Грейс Ван Оуэн)               | Патриша Уэттиг                                                              |
| Лучшая женская роль в драматическом телесериале                         | Шэрон Глесс                                                                              | • Джилл Айкенберри — «Закон Лос-Анджелеса» (за роль Энн Келси)              | Патриша Уэттиг                                                              |
| Лучшая женская роль в драматическом телесериале                         | Шэрон Глесс                                                                              | • Анджела Лэнсбери — «Она написала убийство» (за роль Джессики Флетчер)     | Патриша Уэттиг                                                              |
| Лучшая мужская роль в телесериале (комедия или мюзикл)                  |                                                                                          | • Тед Дэнсон — «Весёлая компания» (за роль Сэма Мэлоуна)                    | • Тед Дэнсон — «Весёлая компания» (за роль Сэма Мэлоуна)                    |
| Лучшая мужская роль в телесериале (комедия или мюзикл)                  | • Джон Гудмен — «Розанна» (за роль Дэна Коннера)                                         |                                                                             |                                                                             |
| Лучшая мужская роль в телесериале (комедия или мюзикл)                  | • Ричард Маллиган — «Пустое гнездо» (за роль доктора Гарри Уэстона)                      |                                                                             |                                                                             |
| Лучшая мужская роль в телесериале (комедия или мюзикл)                  | • Бёрт Рейнольдс — «Вечерняя тень» (за роль Вуда Ньютона)                                |                                                                             |                                                                             |
| Лучшая мужская роль в телесериале (комедия или мюзикл)                  | • Фред Сэвидж — «Чудесные годы» (за роль Кевина Арнольда)                                |                                                                             |                                                                             |
| Лучшая женская роль в телесериале (комедия или мюзикл)                  |                                                                                          | • Кёрсти Элли — «Весёлая компания» (за роль Ребекки Хоув)                   | • Кёрсти Элли — «Весёлая компания» (за роль Ребекки Хоув)                   |
| Лучшая женская роль в телесериале (комедия или мюзикл)                  | • Кэндис Берген — «Мерфи Браун» (за роль Мерфи Браун)                                    |                                                                             |                                                                             |
| Лучшая женская роль в телесериале (комедия или мюзикл)                  | • Кэрол Бёрнетт — «Кэрол и компания» (за роль Майны)                                     |                                                                             |                                                                             |
| Лучшая женская роль в телесериале (комедия или мюзикл)                  | • Розанна Барр — «Розанна» (за роль Розанны Коннер)                                      |                                                                             |                                                                             |
| Лучшая женская роль в телесериале (комедия или мюзикл)                  | • Кэти Сагал — «Женаты… с детьми» (за роль Пегги Банди)                                  |                                                                             |                                                                             |
| Лучший актёр в мини-сериале или телефильме                              |                                                                                          | • Джеймс Гарнер — «День поминовения» (за роль Альберта Сидни Финча)         | • Джеймс Гарнер — «День поминовения» (за роль Альберта Сидни Финча)         |
| Лучший актёр в мини-сериале или телефильме                              | • Стивен Бауэр — «Нарковойны» (за роль Энрике «Кики» Камарены)                           |                                                                             |                                                                             |
| Лучший актёр в мини-сериале или телефильме                              | • Майкл Кейн — «Джекилл и Хайд» (за роль доктора Генри Джекилла / мистера Эдварда Хайда) |                                                                             |                                                                             |
| Лучший актёр в мини-сериале или телефильме                              | • Том Халс — «Убийство в Миссисипи» (за роль Майкла Швернера)                            |                                                                             |                                                                             |
| Лучший актёр в мини-сериале или телефильме                              | • Берт Ланкастер — «Призрак Оперы» (за роль Жерара Каррье)                               |                                                                             |                                                                             |
| Лучший актёр в мини-сериале или телефильме                              | • Рик Шродер — «Чужая жизнь» (за роль Марка)                                             |                                                                             |                                                                             |
| Лучшая актриса в мини-сериале или телефильме                            | Барбара Херши                                                                            | • Барбара Херши — «Убийство в маленьком городе» (за роль Кэнди Моррисон)    | • Барбара Херши — «Убийство в маленьком городе» (за роль Кэнди Моррисон)    |
| Лучшая актриса в мини-сериале или телефильме                            | Барбара Херши                                                                            | • Аннетт О’Тул — «Кеннеди из Массачусета» (за роль Розы Ф. Кеннеди)         |                                                                             |
| Лучшая актриса в мини-сериале или телефильме                            | Барбара Херши                                                                            | • Сюзанн Плешетт — «Леона Хелмсли: Царица скупости» (за роль Леоны Хелмсли) |                                                                             |
| Лучшая актриса в мини-сериале или телефильме                            | Барбара Херши                                                                            | • Лесли Энн Уоррен — «Семья шпионов» (за роль Барбары Уокер)                |                                                                             |
| Лучшая актриса в мини-сериале или телефильме                            | Барбара Херши                                                                            | • Стефани Цимбалист — «Кэролайн?» (за роль Кэролайн)                        |                                                                             |
| Лучший актёр второго плана в телесериале, мини-сериале или телефильме   | Чарльз Дёрнинг (фото 1975 года)                                                          | • Чарльз Дёрнинг — «Кеннеди из Массачусета» (за роль Джона Ф. Фицджеральда) | • Чарльз Дёрнинг — «Кеннеди из Массачусета» (за роль Джона Ф. Фицджеральда) |
| Лучший актёр второго плана в телесериале, мини-сериале или телефильме   | Чарльз Дёрнинг (фото 1975 года)                                                          | • Барри Миллер — «Закон для всех» (за роль Пита «Бриггса» Бригмана)         |                                                                             |
| Лучший актёр второго плана в телесериале, мини-сериале или телефильме   | Чарльз Дёрнинг (фото 1975 года)                                                          | • Джимми Смитс — «Закон Лос-Анджелеса» (за роль Виктора Сифуэнтеса)         |                                                                             |
| Лучший актёр второго плана в телесериале, мини-сериале или телефильме   | Чарльз Дёрнинг (фото 1975 года)                                                          | • Дин Стоквелл — «Квантовый скачок» (за роль адмирала Альберта Калавичи)    |                                                                             |
| Лучший актёр второго плана в телесериале, мини-сериале или телефильме   | Чарльз Дёрнинг (фото 1975 года)                                                          | • Блэр Андервуд — «Закон Лос-Анджелеса» (за роль Джонатана Роллинса)        |                                                                             |
| Лучшая актриса второго плана в телесериале, мини-сериале или телефильме |                                                                                          | • Пайпер Лори — «Твин Пикс» (за роль Кэтрин Мартелл)                        | • Пайпер Лори — «Твин Пикс» (за роль Кэтрин Мартелл)                        |
| Лучшая актриса второго плана в телесериале, мини-сериале или телефильме | • Шерилин Фенн — «Твин Пикс» (за роль Одри Хорн)                                         |                                                                             |                                                                             |
| Лучшая актриса второго плана в телесериале, мини-сериале или телефильме | • Фэйт Форд — «Мерфи Браун» (за роль Корки Шервуд)                                       |                                                                             |                                                                             |
| Лучшая актриса второго плана в телесериале, мини-сериале или телефильме | • Марж Хелгенбергер — «Чайна-Бич» (за роль Карен Шарлин (Кей Си) Колоски)                |                                                                             |                                                                             |
| Лучшая актриса второго плана в телесериале, мини-сериале или телефильме | • Парк Овералл — «Пустое гнездо» (за роль Лаверн Тодд)                                   |                                                                             |                                                                             |

### Специальные награды
| Премия Сесиля Б. Де Милля (Награда за вклад в кинематограф) | Джек Леммон | • Джек Леммон                                                                 |
| Мисс Золотой глобус 1991 (Символическая награда)            |             | • Кэйтлин Хопкинс (англ.) — (дочь актрисы Ширли Найт и актёра Джина Перссона) |